# Troisième district congressionnel de Caroline du Nord
Le 3e district congressionnel de Caroline du Nord est situé sur la côte atlantique de la Caroline du Nord. Il couvre les Outer Banks et les comtés adjacents au Pamlico Sound.
Le district est actuellement représenté par le Républicain Greg Murphy à la suite d'une élection spéciale après que le siège est resté vacant à la suite du décès de Walter B. Jones Jr. en février 2019. Jones avait été le Représentant du district de 1995 jusqu'à sa mort. En 2008, il a battu le Démocrate Craig Weber pour sa réélection et a été défié en 2010 par l'ancien Président du Parti Démocrate du Comté de Pitt, Johnny Rouse, qu'il a battu par un vote de 72 % contre 26 % (141 978 voix contre 50 600). En 2012, il a été défié par Frank Palombo, l'ancien chef de la police de New Bern, pour l'investiture du Parti Républicain. Le vainqueur de la Primaire Républicaine a ensuite affronté le vétéran du Corps des Marines Erik Anderson aux élections générales.
Une élection spéciale pour combler le poste vacant causé par le décès de Jones a eu lieu le 10 septembre 2019. Le Représentant d'État Greg Murphy a remporté l'élection.
Le 23 février 2022, la Cour suprême de Caroline du Nord a approuvé une nouvelle carte qui a modifié les limites du 3e district pour inclure les comtés de Duplin et Sampson et une partie du Comté de Wayne tout en supprimant les comtés de Chowan, Greene, Pasquotank, Perquimans et Tyrrell.

## Géographie
Comtés dans la carte des districts de 2023 - 2025
- Beaufort
- Camden
- Carteret
- Craven
- Currituck
- Dare
- Duplin
- Hyde
- Jones
- Lenoir
- Onslow
- Pamlico
- Pitt (en partie)
- Sampson
- Wayne (en partie)

## Historique de vote
| Année | Poste     | Résultats             |
| ----- | --------- | --------------------- |
| 2000  | Président | Gore 48,9 % – 48,4 %  |
| 2004  | Président | Bush 50,7 % – 48,3 %  |
| 2008  | Président | Obama 52,9 % – 45,6 % |
| 2012  | Président | Obama 51 % – 47,2 %   |
| 2016  | Président | Clinton 48 % – 45,9 % |
| 2020  | Président | Biden 51,3 % – 46,8 % |

## Liste des Représentants du district
| Membre                           | Parti                 | Années                              | Congrès        | Histoire électorale | Zone géographique                     |
| -------------------------------- | --------------------- | ----------------------------------- | -------------- | --- | ------------------------------------- |
| District établit le 6 avril 1790 |                       |                                     |                | |                                       |
| Timothy Bloodworth (en)          | Anti-Administration   | 6 avril 1790 - 3 mars 1791          | 1er            | Élu en 1790. Redécoupage vers le 5e district et perd sa réélection. | 1790–1971 Division de Cape Fear       |
| John B. Ashe (en)                | Anti-Administration   | 4 mars 1791 - 3 mars 1793           | 2e             | Redécoupage depuis le 1er district et réélu en 1791. Redécoupage vers le 5e district. | 1791–1973                             |
| Joseph Winston (en)              | Anti-Administration   | 4 mars 1793 - 3 mars 1795           | 33e            | Élu en 1793. Perd sa réélection. | 1793–1803                             |
| Jesse Franklin (en)              | Républicain-Démocrate | 4 mars 1795 - 3 mars 1797           | 4e             | Élu en 1795. Perd sa réélection. | 1793–1803                             |
| Robert Williams (en)             | Républicain-Démocrate | 4 mars 1797 - 3 mars 1803           | 5e - 7e        | Élu en 1796. Réélu en 1798. Réélu en 1800. Redécoupage vers le 7e district et retrait pour se présenter comme Gouverneur de Caroline du Nord.                                                             | 1793–1803                             |
| William Kennedy (en)             | Républicain-Démocrate | 4 mars 1803 - 3 mars 1805           | 8e             | Élu en 1803. Perd sa réélection. | 1803–1813                             |
| Thomas Blount (en)               | Républicain-Démocrate | 4 mars 1805 - 3 mars 1809           | 9e , 10e       | Élu en 1804. Réélu en 1806. Perd sa réélection. | 1803–1813                             |
| William Kennedy (en)             | Républicain-Démocrate | 4 mars 1809 - 3 mars 1811           | 11e            | Élu en 1808. Retrait. | 1803–1813                             |
| Thomas Blount (en)               | Républicain-Démocrate | 4 mars 1811 - 7 février 1812        | 12e            | Élu en 1810. Décès. | 1803–1813                             |
| Vacant                           | Vacant                | 7 février 1812 - 30 janvier 1813    | 12e            | | 1803–1813                             |
| William Kennedy (en)             | Républicain-Démocrate | 30 janvier 1813 - 3 mars 1815       | 13e            | Élu le 11 janvier 1813, pour finir le mandat de Blount et intronisé le 30 janvier 1813. Réélu en 1813. Retrait.                                                                                           | 1803–1813                             |
| William Kennedy (en)             | Républicain-Démocrate | 30 janvier 1813 - 3 mars 1815       | 13e            | Élu le 11 janvier 1813, pour finir le mandat de Blount et intronisé le 30 janvier 1813. Réélu en 1813. Retrait.                                                                                           | 1813–1823                             |
| James W. Clark (en)              | Républicain-Démocrate | 4 mars 1815 - 3 mars 1817           | 14e , 15e      | Élu en 1815. Retrait. |                                       |
| Thomas H. Hall (en)              | Républicain-Démocrate | 4 mars 1817 - 3 mars 1825           | 16e - 18e      | Élu en 1817. Réélu en 1819. Réélu en 1821. Réélu en 1823. Perd sa réélection. |                                       |
| Thomas H. Hall (en)              | Républicain-Démocrate | 4 mars 1817 - 3 mars 1825           | 16e - 18e      | Élu en 1817. Réélu en 1819. Réélu en 1821. Réélu en 1823. Perd sa réélection. | 1823–1833                             |
| Richard Hines (en)               | Jacksonien (en)       | 4 mars 1825 - 3 mars 1827           | 19e            | Élu en 1825. Perd sa réélection. | 1823–1833                             |
| Thomas H. Hall (en)              | Jacksonien (en)       | 4 mars 1827 - 3 mars 1835           | 20e - 23e      | Élu en 1827. Réélu en 1829. Réélu en 1831. Réélu en 1833. | 1823–1833                             |
| Thomas H. Hall (en)              | Jacksonien (en)       | 4 mars 1827 - 3 mars 1835           | 20e - 23e      | Élu en 1827. Réélu en 1829. Réélu en 1831. Réélu en 1833. | 1833–1843                             |
| Ebenezer Pettigrew (en)          | Anti-Jacksonien       | 4 mars 1835 - 3 mars 1837           | 24e            | Élu en 1835. |                                       |
| Edward Stanly (en)               | Whig                  | 4 mars 1837 - 3 mars 1843           | 25e - 27e      | Élu en 1837. Réélu en 1839. Réélu en 1841. |                                       |
| David S. Reid (en)               | Démocrate             | 4 mars 1843 - 3 mars 1847           | 28e , 29e      | Élu en 1843. Réélu en 1845. | 1843–1853                             |
| Daniel M. Barringer (en)         | Whig                  | 4 mars 1847 - 3 mars 1849           | 30e            | Redécoupage depuis le 2e district et réélu en 1847. | 1843–1853                             |
| Edmund Deberry (en)              | Whig                  | 4 mars 1849 - 3 mars 1851           | 31e            | Élu en 1849. | 1843–1853                             |
| Alfred Dockery (en)              | Whig                  | 4 mars 1851 - 3 mars 1853           | 32e            | Élu en 1851. | 1843–1853                             |
| William S. Ashe (en)             | Démocrate             | 4 mars 1853 - 3 mars 1855           | 33e            | Redécoupage depuis le 7e district et réélu en 1853. | 1853–1861                             |
| Warren Winslow (en)              | Démocrate             | 4 mars 1855 - 3 mars 1861           | 34e - 36e      | Élu en 1855. Réélu en 1857. Réélu en 1859. | 1853–1861                             |
| Vacant                           | Vacant                | 3 mars 1861 - 13 juillet 1868       | 37e - 40e      | Guerre de Sécession et Reconstruction | Guerre de Sécession et Reconstruction |
| Oliver H. Dockery (en)           | Républicain           | 13 juillet 1868 - 3 mars 1871       | 40e , 41e      | Élu pour terminer le mandat. Réélu en 1868. | 1868–1873                             |
| Alfred M. Waddell (en)           | Démocrate             | 4 mars 1871 - 3 mars 1879           | 42e - 45e      | Élu en 1870. Réélu en 1872. Réélu en 1874. Réélu en 1876. | 1868–1873                             |
| Alfred M. Waddell (en)           | Démocrate             | 4 mars 1871 - 3 mars 1879           | 42e - 45e      | Élu en 1870. Réélu en 1872. Réélu en 1874. Réélu en 1876. | 1873–1883                             |
| Daniel L. Russell (en)           | Greenback             | 4 mars 1879 - 3 mars 1881           | 46e            | Élu en 1878. |                                       |
| John W. Shackelford (en)         | Démocrate             | 4 mars 1881 - 18 janvier 1883       | 47e            | Élu en 1880. Décès. |                                       |
| Vacant                           | Vacant                | 18 janvier 1883 - 3 mars 1883       | 47e            | |                                       |
| Wharton J. Green (en)            | Démocrate             | 4 mars 1883 - 3 mars 1887           | 48e , 49e      | Élu en 1882. Réélu en 1884. | 1883–1893                             |
| Charles W. McClammy (en)         | Démocrate             | 4 mars 1887 - 3 mars 1891           | 50e , 51e      | Élu en 1886. Réélu en 1888. | 1883–1893                             |
| Benjamin F. Grady (en)           | Démocrate             | 4 mars 1891 - 3 mars 1895           | 52e , 53e      | Élu en 1890. Réélu en 1892. | 1883–1893                             |
| Benjamin F. Grady (en)           | Démocrate             | 4 mars 1891 - 3 mars 1895           | 52e , 53e      | Élu en 1890. Réélu en 1892. | 1893–1903                             |
| John G. Shaw (en)                | Démocrate             | 4 mars 1895 - 3 mars 1897           | 54e            | Élu en 1894. |                                       |
| John E. Fowler (en)              | Populiste             | 4 mars 1897 - 3 mars 1899           | 55e            | Élu en 1896. |                                       |
| Charles R. Thomas (en)           | Démocrate             | 4 mars 1899 - 3 mars 1911           | 56e - 61e      | Élu en 1898. Réélu en 1900. Réélu en 1902. Réélu en 1904. Réélu en 1906. Réélu en 1908. |                                       |
| Charles R. Thomas (en)           | Démocrate             | 4 mars 1899 - 3 mars 1911           | 56e - 61e      | Élu en 1898. Réélu en 1900. Réélu en 1902. Réélu en 1904. Réélu en 1906. Réélu en 1908. | 1903–1913                             |
| John M. Faison (en)              | Démocrate             | 4 mars 1911 - 3 mars 1915           | 62e , 63e      | Élu en 1910. Réélu en 1912. |                                       |
| John M. Faison (en)              | Démocrate             | 4 mars 1911 - 3 mars 1915           | 62e , 63e      | Élu en 1910. Réélu en 1912. | 1913–1933                             |
| George E. Hood (en)              | Démocrate             | 4 mars 1915 - 3 mars 1919           | 64e , 65e      | Élu en 1914. Réélu en 1916. |                                       |
| Samuel M. Brinson (en)           | Démocrate             | 4 mars 1919 - 13 avril 1922         | 66e , 67e      | Élu en 1918. Réélu en 1920. Décès. |                                       |
| Vacant                           | Vacant                | 13 avril 1922 - 7 novembre 1922     | 67e            | |                                       |
| Charles L. Abernethy (en)        | Démocrate             | 7 novembre 1922 - 3 janvier 1935    | 67e - 73e      | Élu pour terminer le mandat de Brinson. Réélu en 1922. Réélu en 1924. Réélu en 1926. Réélu en 1928. Réélu en 1930. Réélu en 1932. Perd sa renomination.                                                   |                                       |
| Charles L. Abernethy (en)        | Démocrate             | 7 novembre 1922 - 3 janvier 1935    | 67e - 73e      | Élu pour terminer le mandat de Brinson. Réélu en 1922. Réélu en 1924. Réélu en 1926. Réélu en 1928. Réélu en 1930. Réélu en 1932. Perd sa renomination.                                                   | 1933–1943                             |
| Graham A. Barden (en)            | Démocrate             | 3 janvier 1935 - 3 janvier 1961     | 74e - 86e      | Élu en 1934. Réélu en 1936. Réélu en 1938. Réélu en 1940. Réélu en 1942. Réélu en 1944. Réélu en 1946. Réélu en 1948. Réélu en 1950. Réélu en 1952. Réélu en 1954. Réélu en 1956. Réélu en 1958. Retrait. |                                       |
| Graham A. Barden (en)            | Démocrate             | 3 janvier 1935 - 3 janvier 1961     | 74e - 86e      | Élu en 1934. Réélu en 1936. Réélu en 1938. Réélu en 1940. Réélu en 1942. Réélu en 1944. Réélu en 1946. Réélu en 1948. Réélu en 1950. Réélu en 1952. Réélu en 1954. Réélu en 1956. Réélu en 1958. Retrait. | 1943–1953                             |
| Graham A. Barden (en)            | Démocrate             | 3 janvier 1935 - 3 janvier 1961     | 74e - 86e      | Élu en 1934. Réélu en 1936. Réélu en 1938. Réélu en 1940. Réélu en 1942. Réélu en 1944. Réélu en 1946. Réélu en 1948. Réélu en 1950. Réélu en 1952. Réélu en 1954. Réélu en 1956. Réélu en 1958. Retrait. | 1953–1963                             |
| David N. Henderson (en)          | Démocrate             | 3 janvier 1961 - 3 janvier 1977     | 87e - 94e      | Élu en 1960. Réélu en 1962. Réélu en 1964. Réélu en 1966. Réélu en 1968. Réélu en 1970. Réélu en 1972. Réélu en 1974. Retrait.                                                                            |                                       |
| David N. Henderson (en)          | Démocrate             | 3 janvier 1961 - 3 janvier 1977     | 87e - 94e      | Élu en 1960. Réélu en 1962. Réélu en 1964. Réélu en 1966. Réélu en 1968. Réélu en 1970. Réélu en 1972. Réélu en 1974. Retrait.                                                                            | 1963–1973                             |
| David N. Henderson (en)          | Démocrate             | 3 janvier 1961 - 3 janvier 1977     | 87e - 94e      | Élu en 1960. Réélu en 1962. Réélu en 1964. Réélu en 1966. Réélu en 1968. Réélu en 1970. Réélu en 1972. Réélu en 1974. Retrait.                                                                            | 1973–1983                             |
| Charles O. Whitley (en)          | Démocrate             | 3 janvier 1977 - 31 décembre 1986   | 95e - 99e      | Élu en 1976. Réélu en 1978. Réélu en 1980. Réélu en 1982. Réélu en 1984. Démissionne. |                                       |
| Charles O. Whitley (en)          | Démocrate             | 3 janvier 1977 - 31 décembre 1986   | 95e - 99e      | Élu en 1976. Réélu en 1978. Réélu en 1980. Réélu en 1982. Réélu en 1984. Démissionne. | 1983–1993                             |
| Vacant                           | Vacant                | 31 décembre 3 janvier 1987          | 99e            | |                                       |
| Martin Lancaster (en)            | Démocrate             | 3 janvier 1987 - 3 janvier 1995     | 100e - 103e    | Élu en 1986. Réélu en 1988. Réélu en 1990. Réélu en 1992. Perd sa réélection. |                                       |
| Martin Lancaster (en)            | Démocrate             | 3 janvier 1987 - 3 janvier 1995     | 100e - 103e    | Élu en 1986. Réélu en 1988. Réélu en 1990. Réélu en 1992. Perd sa réélection. | 1993–2003                             |
| Walter B. Jones Jr.              | Républicain           | 3 janvier 1995 - 10 février 2019    | 104e - 116e    | Élu en 1994. Réélu en 1996. Réélu en 1998. Réélu en 2000. Réélu en 2002. Réélu en 2004. Réélu en 2006. Réélu en 2008. Réélu en 2010. Réélu en 2012. Réélu en 2014. Réélu en 2016. Réélu en 2018. Décès.   |                                       |
| Walter B. Jones Jr.              | Républicain           | 3 janvier 1995 - 10 février 2019    | 104e - 116e    | Élu en 1994. Réélu en 1996. Réélu en 1998. Réélu en 2000. Réélu en 2002. Réélu en 2004. Réélu en 2006. Réélu en 2008. Réélu en 2010. Réélu en 2012. Réélu en 2014. Réélu en 2016. Réélu en 2018. Décès.   | 2003–2013                             |
| Walter B. Jones Jr.              | Républicain           | 3 janvier 1995 - 10 février 2019    | 104e - 116e    | Élu en 1994. Réélu en 1996. Réélu en 1998. Réélu en 2000. Réélu en 2002. Réélu en 2004. Réélu en 2006. Réélu en 2008. Réélu en 2010. Réélu en 2012. Réélu en 2014. Réélu en 2016. Réélu en 2018. Décès.   | 2013–2017                             |
| Walter B. Jones Jr.              | Républicain           | 3 janvier 1995 - 10 février 2019    | 104e - 116e    | Élu en 1994. Réélu en 1996. Réélu en 1998. Réélu en 2000. Réélu en 2002. Réélu en 2004. Réélu en 2006. Réélu en 2008. Réélu en 2010. Réélu en 2012. Réélu en 2014. Réélu en 2016. Réélu en 2018. Décès.   | 2017–2021                             |
| Vacant                           | Vacant                | 10 février 2019 - 10 septembre 2019 | 116e           | |                                       |
| Greg Murphy                      | Républicain           | 10 septembre 2019 - Présent         | 116e - Présent | Élu pour terminer le mandat de Jones. Réélu en 2020. Réélu en 2022. |                                       |
| Greg Murphy                      | Républicain           | 10 septembre 2019 - Présent         | 116e - Présent | Élu pour terminer le mandat de Jones. Réélu en 2020. Réélu en 2022. | 2021–2023                             |
| Greg Murphy                      | Républicain           | 10 septembre 2019 - Présent         | 116e - Présent | Élu pour terminer le mandat de Jones. Réélu en 2020. Réélu en 2022. | 2023–2025                             |

## Résultats des récentes élections
Voici les résultats des dix précédents cycles électoraux dans le district.

### 2004
| Élection de 2004 du 3e district congressionnel de Caroline du Nord | Élection de 2004 du 3e district congressionnel de Caroline du Nord | Élection de 2004 du 3e district congressionnel de Caroline du Nord | Élection de 2004 du 3e district congressionnel de Caroline du Nord | Élection de 2004 du 3e district congressionnel de Caroline du Nord |
| ------------------------------------------------------------------ | ------------------------------------------------------------------ | ------------------------------------------------------------------ | ------------------------------------------------------------------ | ------------------------------------------------------------------ |
| Parti                                                              | Parti                                                              | Candidat                                                           | Votes                                                              | %                                                                  |
|                                                                    | Républicain                                                        | Walter B. Jones Jr. (sortant)                                      | 171 863                                                            | 70,7                                                               |
|                                                                    | Démocrate                                                          | Roger A. Eaton                                                     | 71 227                                                             | 29,3                                                               |
| Total des votes                                                    | Total des votes                                                    | Total des votes                                                    | 243 090                                                            | 100 %                                                              |
|                                                                    | Les Républicains conservent                                        |                                                                    |                                                                    |                                                                    |

### 2006
| Élection de 2006 du 3e district congressionnel de Caroline du Nord | Élection de 2006 du 3e district congressionnel de Caroline du Nord | Élection de 2006 du 3e district congressionnel de Caroline du Nord | Élection de 2006 du 3e district congressionnel de Caroline du Nord | Élection de 2006 du 3e district congressionnel de Caroline du Nord |
| ------------------------------------------------------------------ | ------------------------------------------------------------------ | ------------------------------------------------------------------ | ------------------------------------------------------------------ | ------------------------------------------------------------------ |
| Parti                                                              | Parti                                                              | Candidat                                                           | Votes                                                              | %                                                                  |
|                                                                    | Républicain                                                        | Walter B. Jones Jr. (sortant)                                      | 99 519                                                             | 68,64                                                              |
|                                                                    | Démocrate                                                          | Craig Weber                                                        | 45 458                                                             | 31,36                                                              |
| Total des votes                                                    | Total des votes                                                    | Total des votes                                                    | 144 977                                                            | 100 %                                                              |
|                                                                    | Les Républicains conservent                                        |                                                                    |                                                                    |                                                                    |

### 2008
| Élection de 2008 du 3e district congressionnel de Caroline du Nord | Élection de 2008 du 3e district congressionnel de Caroline du Nord | Élection de 2008 du 3e district congressionnel de Caroline du Nord | Élection de 2008 du 3e district congressionnel de Caroline du Nord | Élection de 2008 du 3e district congressionnel de Caroline du Nord |
| ------------------------------------------------------------------ | ------------------------------------------------------------------ | ------------------------------------------------------------------ | ------------------------------------------------------------------ | ------------------------------------------------------------------ |
| Parti                                                              | Parti                                                              | Candidat                                                           | Votes                                                              | %                                                                  |
|                                                                    | Républicain                                                        | Walter B. Jones Jr. (sortant)                                      | 201 686                                                            | 65,9                                                               |
|                                                                    | Démocrate                                                          | Craig Weber                                                        | 104 364                                                            | 34,1                                                               |
| Total des votes                                                    | Total des votes                                                    | Total des votes                                                    | 306 050                                                            | 100 %                                                              |
|                                                                    | Les Républicains conservent                                        |                                                                    |                                                                    |                                                                    |

### 2010
| Élection de 2010 du 3e district congressionnel de Caroline du Nord | Élection de 2010 du 3e district congressionnel de Caroline du Nord | Élection de 2010 du 3e district congressionnel de Caroline du Nord | Élection de 2010 du 3e district congressionnel de Caroline du Nord | Élection de 2010 du 3e district congressionnel de Caroline du Nord |
| ------------------------------------------------------------------ | ------------------------------------------------------------------ | ------------------------------------------------------------------ | ------------------------------------------------------------------ | ------------------------------------------------------------------ |
| Parti                                                              | Parti                                                              | Candidat                                                           | Votes                                                              | %                                                                  |
|                                                                    | Républicain                                                        | Walter B. Jones Jr. (sortant)                                      | 143 225                                                            | 71,86                                                              |
|                                                                    | Démocrate                                                          | Johnny G. Rouse                                                    | 51 317                                                             | 25,75                                                              |
|                                                                    | Libertarien                                                        | Darryl Holloman                                                    | 4 762                                                              | 2,39                                                               |
| Total des votes                                                    | Total des votes                                                    | Total des votes                                                    | 199 304                                                            | 100 %                                                              |
|                                                                    | Les Républicains conservent                                        |                                                                    |                                                                    |                                                                    |

### 2012
| Élection de 2012 du 3e district congressionnel de Caroline du Nord | Élection de 2012 du 3e district congressionnel de Caroline du Nord | Élection de 2012 du 3e district congressionnel de Caroline du Nord | Élection de 2012 du 3e district congressionnel de Caroline du Nord | Élection de 2012 du 3e district congressionnel de Caroline du Nord |
| ------------------------------------------------------------------ | ------------------------------------------------------------------ | ------------------------------------------------------------------ | ------------------------------------------------------------------ | ------------------------------------------------------------------ |
| Parti                                                              | Parti                                                              | Candidat                                                           | Votes                                                              | %                                                                  |
|                                                                    | Républicain                                                        | Walter B. Jones Jr. (sortant)                                      | 195 571                                                            | 63,11                                                              |
|                                                                    | Démocrate                                                          | Erik Anderson                                                      | 114 314                                                            | 36,89                                                              |
| Total des votes                                                    | Total des votes                                                    | Total des votes                                                    | 309 885                                                            | 100 %                                                              |
|                                                                    | Les Républicains conservent                                        |                                                                    |                                                                    |                                                                    |

### 2014
| Élection de 2014 du 3e district congressionnel de Caroline du Nord | Élection de 2014 du 3e district congressionnel de Caroline du Nord | Élection de 2014 du 3e district congressionnel de Caroline du Nord | Élection de 2014 du 3e district congressionnel de Caroline du Nord | Élection de 2014 du 3e district congressionnel de Caroline du Nord |
| ------------------------------------------------------------------ | ------------------------------------------------------------------ | ------------------------------------------------------------------ | ------------------------------------------------------------------ | ------------------------------------------------------------------ |
| Parti                                                              | Parti                                                              | Candidat                                                           | Votes                                                              | %                                                                  |
|                                                                    | Républicain                                                        | Walter B. Jones Jr. (sortant)                                      | 139 415                                                            | 67,81                                                              |
|                                                                    | Démocrate                                                          | Marshall Adame                                                     | 66 182                                                             | 32,19                                                              |
| Total des votes                                                    | Total des votes                                                    | Total des votes                                                    | 205 597                                                            | 100 %                                                              |
|                                                                    | Les Républicains conservent                                        |                                                                    |                                                                    |                                                                    |

### 2016
| Élection de 2014 du 3e district congressionnel de Caroline du Nord | Élection de 2014 du 3e district congressionnel de Caroline du Nord | Élection de 2014 du 3e district congressionnel de Caroline du Nord | Élection de 2014 du 3e district congressionnel de Caroline du Nord | Élection de 2014 du 3e district congressionnel de Caroline du Nord |
| ------------------------------------------------------------------ | ------------------------------------------------------------------ | ------------------------------------------------------------------ | ------------------------------------------------------------------ | ------------------------------------------------------------------ |
| Parti                                                              | Parti                                                              | Candidat                                                           | Votes                                                              | %                                                                  |
|                                                                    | Républicain                                                        | Walter B. Jones Jr. (sortant)                                      | 217 531                                                            | 67,2                                                               |
|                                                                    | Démocrate                                                          | Ernest T. Reeves                                                   | 106 170                                                            | 32,8                                                               |
| Total des votes                                                    | Total des votes                                                    | Total des votes                                                    | 323 701                                                            | 100 %                                                              |
|                                                                    | Les Républicains conservent                                        |                                                                    |                                                                    |                                                                    |

### 2018
| Élection de 2014 du 3e district congressionnel de Caroline du Nord | Élection de 2014 du 3e district congressionnel de Caroline du Nord | Élection de 2014 du 3e district congressionnel de Caroline du Nord | Élection de 2014 du 3e district congressionnel de Caroline du Nord | Élection de 2014 du 3e district congressionnel de Caroline du Nord |
| ------------------------------------------------------------------ | ------------------------------------------------------------------ | ------------------------------------------------------------------ | ------------------------------------------------------------------ | ------------------------------------------------------------------ |
| Parti                                                              | Parti                                                              | Candidat                                                           | Votes                                                              | %                                                                  |
|                                                                    | Républicain                                                        | Walter B. Jones Jr. (sortant)                                      | 186 353                                                            | 100                                                                |
|                                                                    | Les Républicains conservent                                        |                                                                    |                                                                    |                                                                    |

### 2019 (Spéciale)
| Élection Spéciale de 2019 du 3e district congressionnel de Caroline du Nord | Élection Spéciale de 2019 du 3e district congressionnel de Caroline du Nord | Élection Spéciale de 2019 du 3e district congressionnel de Caroline du Nord | Élection Spéciale de 2019 du 3e district congressionnel de Caroline du Nord | Élection Spéciale de 2019 du 3e district congressionnel de Caroline du Nord |
| --------------------------------------------------------------------------- | --------------------------------------------------------------------------- | --------------------------------------------------------------------------- | --------------------------------------------------------------------------- | --------------------------------------------------------------------------- |
| Parti                                                                       | Parti                                                                       | Candidat                                                                    | Votes                                                                       | %                                                                           |
|                                                                             | Républicain                                                                 | Greg Murphy                                                                 | 70 407                                                                      | 61,74                                                                       |
|                                                                             | Démocrate                                                                   | Allen Thomas                                                                | 42 738                                                                      | 37,47                                                                       |
|                                                                             | Constitution                                                                | Greg Holt                                                                   | 507                                                                         | 0,44                                                                        |
|                                                                             | Libertarien                                                                 | Tim Harris                                                                  | 394                                                                         | 0,35                                                                        |
| Total des votes                                                             | Total des votes                                                             | Total des votes                                                             | 114 046                                                                     | 100 %                                                                       |
|                                                                             | Les Républicains conservent                                                 |                                                                             |                                                                             |                                                                             |

### 2020
| Élection de 2020 du 3e district congressionnel de Caroline du Nord | Élection de 2020 du 3e district congressionnel de Caroline du Nord | Élection de 2020 du 3e district congressionnel de Caroline du Nord | Élection de 2020 du 3e district congressionnel de Caroline du Nord | Élection de 2020 du 3e district congressionnel de Caroline du Nord |
| ------------------------------------------------------------------ | ------------------------------------------------------------------ | ------------------------------------------------------------------ | ------------------------------------------------------------------ | ------------------------------------------------------------------ |
| Parti                                                              | Parti                                                              | Candidat                                                           | Votes                                                              | %                                                                  |
|                                                                    | Républicain                                                        | Greg Murphy (sortant)                                              | 229 800                                                            | 63,4                                                               |
|                                                                    | Démocrate                                                          | Daryl Farrow                                                       | 132 752                                                            | 36,6                                                               |
| Total des votes                                                    | Total des votes                                                    | Total des votes                                                    | 326 552                                                            | 100 %                                                              |
|                                                                    | Les Républicains conservent                                        |                                                                    |                                                                    |                                                                    |

### 2022
| Primaire Républicaine de 2022 du 3e district congressionnel de Caroline du Nord | Primaire Républicaine de 2022 du 3e district congressionnel de Caroline du Nord | Primaire Républicaine de 2022 du 3e district congressionnel de Caroline du Nord | Primaire Républicaine de 2022 du 3e district congressionnel de Caroline du Nord | Primaire Républicaine de 2022 du 3e district congressionnel de Caroline du Nord |
| ------------------------------------------------------------------------------- | ------------------------------------------------------------------------------- | ------------------------------------------------------------------------------- | ------------------------------------------------------------------------------- | ------------------------------------------------------------------------------- |
| Parti                                                                           | Parti                                                                           | Candidat                                                                        | Votes                                                                           | %                                                                               |
|                                                                                 | Républicain                                                                     | Greg Murphy (sortant)                                                           | 50 123                                                                          | 75,7                                                                            |
|                                                                                 | Républicain                                                                     | Tony Cowden                                                                     | 9 332                                                                           | 14,1                                                                            |
|                                                                                 | Républicain                                                                     | Eric Earhart                                                                    | 3 274                                                                           | 4,9                                                                             |
|                                                                                 | Républicain                                                                     | George Papastrat                                                                | 1 789                                                                           | 2,7                                                                             |
|                                                                                 | Républicain                                                                     | Brian Friend                                                                    | 1 698                                                                           | 2,6                                                                             |

| Primaire Démocrate de 2022 du 3e district congressionnel de Caroline du Nord | Primaire Démocrate de 2022 du 3e district congressionnel de Caroline du Nord | Primaire Démocrate de 2022 du 3e district congressionnel de Caroline du Nord | Primaire Démocrate de 2022 du 3e district congressionnel de Caroline du Nord | Primaire Démocrate de 2022 du 3e district congressionnel de Caroline du Nord |
| ---------------------------------------------------------------------------- | ---------------------------------------------------------------------------- | ---------------------------------------------------------------------------- | ---------------------------------------------------------------------------- | ---------------------------------------------------------------------------- |
| Parti                                                                        | Parti                                                                        | Candidat                                                                     | Votes                                                                        | %                                                                            |
|                                                                              | Démocrate                                                                    | Barbara Gaskins                                                              | 23 051                                                                       | 80,8                                                                         |
|                                                                              | Démocrate                                                                    | Joe Swartz                                                                   | 5 495                                                                        | 19,2                                                                         |

| Élection de 2022 du 3e district congressionnel de Caroline du Nord | Élection de 2022 du 3e district congressionnel de Caroline du Nord | Élection de 2022 du 3e district congressionnel de Caroline du Nord | Élection de 2022 du 3e district congressionnel de Caroline du Nord | Élection de 2022 du 3e district congressionnel de Caroline du Nord |
| ------------------------------------------------------------------ | ------------------------------------------------------------------ | ------------------------------------------------------------------ | ------------------------------------------------------------------ | ------------------------------------------------------------------ |
| Parti                                                              | Parti                                                              | Candidat                                                           | Votes                                                              | %                                                                  |
|                                                                    | Républicain                                                        | Greg Murphy (sortant)                                              | 166 520                                                            | 66,9                                                               |
|                                                                    | Démocrate                                                          | Barbara Gaskins                                                    | 82 378                                                             | 33,1                                                               |
| Total des votes                                                    | Total des votes                                                    | Total des votes                                                    | 248 898                                                            | 100 %                                                              |
|                                                                    | Les Républicains conservent                                        |                                                                    |                                                                    |                                                                    |

### 2024
La Primaire Républicaine a été annulée. Gregory Murphy (R-Sortant) avance vers l'Élection Générale.
| Élection de 2024 du 3e district congressionnel de Caroline du Nord | Élection de 2024 du 3e district congressionnel de Caroline du Nord | Élection de 2024 du 3e district congressionnel de Caroline du Nord | Élection de 2024 du 3e district congressionnel de Caroline du Nord | Élection de 2024 du 3e district congressionnel de Caroline du Nord |
| ------------------------------------------------------------------ | ------------------------------------------------------------------ | ------------------------------------------------------------------ | ------------------------------------------------------------------ | ------------------------------------------------------------------ |
| Parti                                                              | Parti                                                              | Candidat                                                           | Votes                                                              | %                                                                  |
|                                                                    | Républicain                                                        | Greg Murphy (sortant)                                              | 248 276                                                            | 77,4                                                               |
|                                                                    | Libertarien                                                        | Gheorghe Cormos                                                    | 72 565                                                             | 22,6                                                               |
| Total des votes                                                    | Total des votes                                                    | Total des votes                                                    | 320 841                                                            | 100 %                                                              |
|                                                                    | Les Républicains conservent                                        |                                                                    |                                                                    |                                                                    |